# مترو ستوكهولم

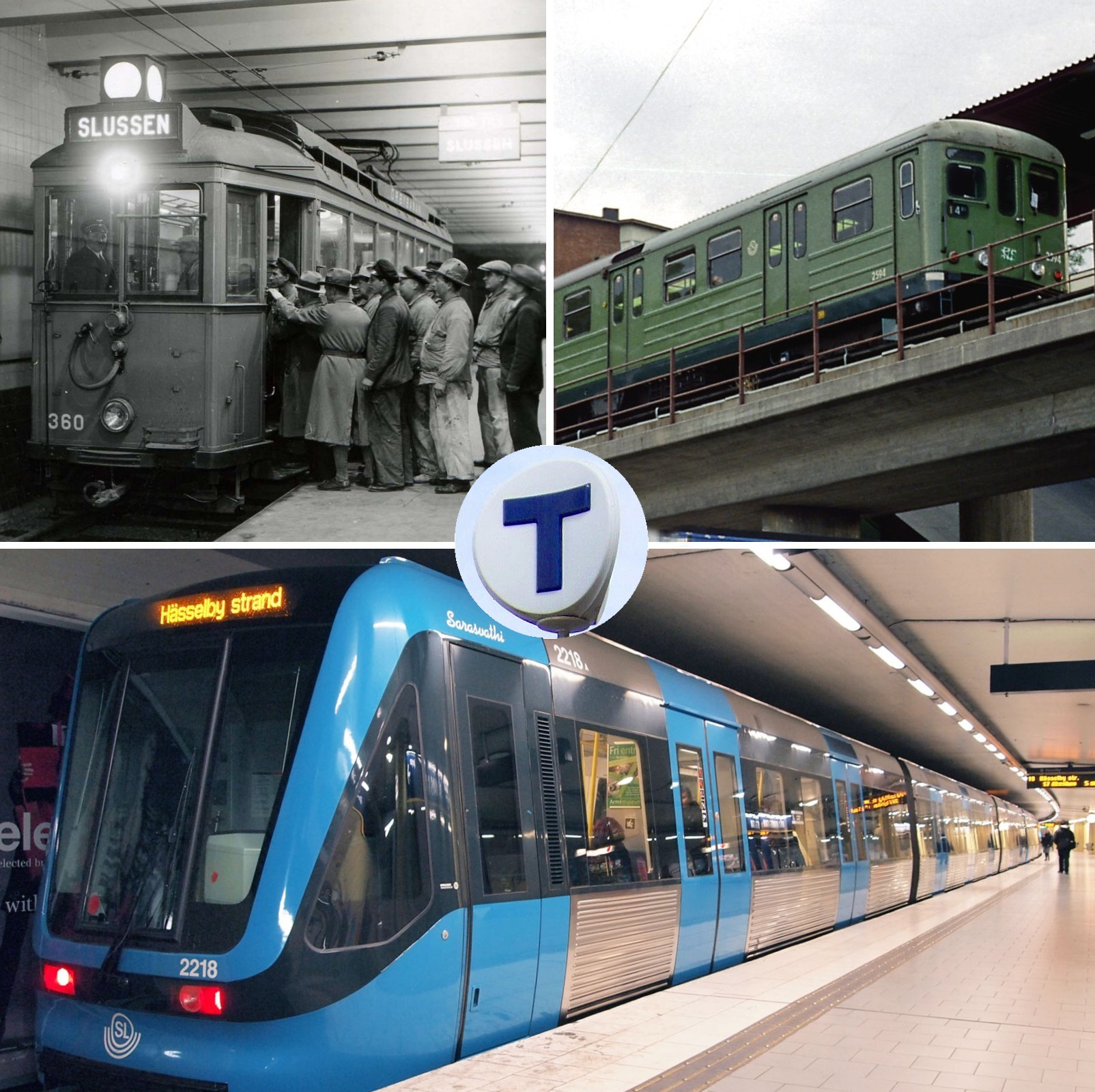
مترو أنفاق ستوكهولم.

مترو ستوكهولم (بالسويدية:Stockholms tunnelbana)هو مترو أنفاق مدينة ستوكهولم ،السويد ،تم افتتاح أول خطوطه عام 1950 واليوم يحتوي مترو أنفاق ستوكهولم على 100 محطة قيد الاستخدام منها 57 محطة تحت سطح الأرض و43 فوق سطح الأرض، للمترو سبعة خطوط مرقمة من 10 إلى 19 في ثلاث مجموعات يُميز بينها اللون وهي خطوط الأحمر وخطوط الأخضر وخطوط الأزرق كل مجموعة تمتلك بين 2 إلى 3 خطوط تمر عبر مركز مدينة ستوكهولم.
طول خطوط مترو أنفاق ستوكهولم 105.7 كيلومتر(65.7 ميل) وهو مملوك لمجلس مقاطعة ستوكهولم.

## التاريخ
تم اتخاذ قرار بناء المترو عام 1941 وتم افتتاح الجزء الأول منه عام 1950 وفي عام 1952 تم افتتاح جزء آخر، في عام 1957 اتصل الخطين من خلال المحطة المركزية والمدينة القديمة مكونين خطوط اللون الأخضر، الأحمر تم افتتاحه عام 1964 بخطين، أما الجزء الأخير وهو خطوط الأزرق فقد تم افتتاحها عام 1975،آخر إضافة للمترو تم افتتاحها عام 1994.

## خطوط

خطوط مترو أنفاق ستوكهولم.

| خط               | امتداد                     | مدة الرحلة       | الطول               | محطات |
| ---------------- | -------------------------- | ---------------- | ------------------- | ----- |
| T10 أزرق         | Kungsträdgården – Hjulsta  | 23 دقيقة         | 15.1 كـم (9.4 ميل)  | 14    |
| T11 أزرق         | Kungsträdgården – Akalla   | 22 دقيقة         | 15.6 كـم (9.7 ميل)  | 12    |
| T13 أحمر         | Norsborg – Ropsten         | 44 دقيقة         | 26.6 كـم (16.5 ميل) | 25    |
| T14 أحمر         | Fruängen – Mörby centrum   | 33 دقيقة         | 19.5 كـم (12.1 ميل) | 19    |
| T17 أخضر         | Åkeshov – Skarpnäck        | 43 دقيقة         | 19.6 كـم (12.2 ميل) | 24    |
| T18 أخضر         | Alvik – Farsta strand      | 37 دقيقة         | 18.4 كـم (11.4 ميل) | 23    |
| T19 أخضر         | Hässelby strand – Hagsätra | 55 دقيقة         | 28.6 كـم (17.8 ميل) | 35    |
| شبكة المتروكاملة | شبكة المتروكاملة           | شبكة المتروكاملة | 108 كـم (67 ميل)    | 100'' |